# Bistum Tortona
Das Bistum Tortona (lat.: Dioecesis Derthonensis, ital.: Diocesi di Tortona) ist eine in Italien gelegene römisch-katholische Diözese mit Sitz in Tortona.

## Geschichte
Das Bistum Tortona wurde im 2. Jahrhundert errichtet und dem Erzbistum Mailand als Suffraganbistum unterstellt. Im Jahre 1014 gab das Bistum Tortona Teile seines Territoriums zur Gründung des Bistums Bobbio ab. Das Bistum Tortona wurde 1803 aufgelöst und das Territorium wurde dem Bistum Casale Monferrato angegliedert.
Am 17. Juli 1817 wurde das Bistum Tortona durch Papst Pius VII. mit der Apostolischen Konstitution Beati Petri erneut errichtet und dem Erzbistum Genua als Suffraganbistum unterstellt.
Das Bistum Tortona umfasst 144 Pfarreien in der Provinz Alessandria, 143 Pfarreien in der Provinz Pavia und 27 Pfarreien in der Metropolitanstadt Genua.